# Ян Лаштувка
Ян Ла́штувка (чеськ. Jan Laštůvka; нар. 7 липня 1982, Гавіржов, Чехословаччина) — чеський футболіст, воротар «Баніка». Колишній гравець молодіжної збірної Чехії.

## Біографія

### Початок кар'єри
Вихованець Футбольної школи чеського футбольного клубу «Карвіна», у якій пройшов усі рівні підготовки юнаків. У 2000 році уклав контракт з представником елітного дивізіону чемпіонату Чехії клубом «Банік» з Острави, у складі якого провів 79 матчів.

### «Шахтар»
2004 року перейшов до донецького «Шахтаря», у складі якого вступав у чемпіонаті України, а також у матчах Ліги чемпіонів та Кубку УЄФА. Згодом, через зростання конкуренції за місце у воротах команди та в умовах введення у вищій лізі Чемпіонату України обмеження на кількість легіонерів, був змушений підшукувати новий клуб.
Сезон 2006/07 провів в оренді в англійському «Фулгемі» як другий голкіпер, вийшовши на поле у 8 матчах, дебют в англійській Прем'єр-лізі — 2 грудня 2006 року у матчі проти «Блекберн Роверз». По завершенні сезону керівництво англійського клубу не погодилося на умови «Шахтаря» і не використало право купівлі трансферу гравця.
Наступні два сезони Лаштувка провів також в орендах: спочатку в клубі Бундесліги «Бохум», у якому провів непоганий сезон як основний воротар, а згодом — знову в Англії, у клубі «Вест Гем Юнайтед», у складі якого провів лише один матч (у другорядному Кубку Футбольної ліги). Улітку 2008 року «Бохум» висловлював зацікавленість у викупі трансферу Лаштувки, але також не зміг погодитися на заявлену «Шахтарем» ціну.
Улітку 2009 року Лаштувка повернувся до «Шахтаря», у складі якого практично не мав шансів закріпитися з огляду на існуючий ліміт на легіонерів, наявність у клубі низки висококласних воротарів з українським громадянством та великої кількості іноземних гравців основного складу на інших позиціях.

### «Дніпро»
4 серпня 2009 року уклав трирічний контракт з дніпропетровським «Дніпром», сума трансферу склала 3 мільйони €. Перші роки в клубі в Яна йшли дуже добре. Він став основним воротарем команди. У 2013 році знайшовся гідний конкурент, тому Ян ще деякий час сидів на лаві запасних, виходячи грати лише не в дуже важливих матчах. Але в другій половині сезону 2015/16 основний воротар дніпропетровців покинув клуб, і Лаштувка зайняв його місце.

### «Карвіна»
На початку серпня 2016 року повернувся до «Карвіни».

### «Славія» Прага
21 червня 2017 року стало відомо, що Лаштувка підписав контракт із празькою «Славією».

## Збірна
Грав у складі юнацьких збірних Чехії різних вікових категорій, провів 17 матчів у молодіжній збірній Чехії. 2011 року дебютував у складі національної збірної країни.

## Досягнення
- Чемпіон Чехії: 2003/04
- Чемпіон України: 2004/05

## Особисте життя
Після початку російсько-української війни Ян почав надавати підтримку українській армії.